# International Diving Educators Association
Pour les articles homonymes, voir IDEA.
 (avril 2025).
L'International Diving Educators Association (IDEA) a été la première organisation de plongée sous-marine structurée à décerner des brevets aux États-Unis. Fondée en 1952 sous l'appellation de FSDA (Florida Skin Diver Association), elle fut d'abord réservée à la plongée en apnée, la plongée bouteille n'en étant qu'à ses balbutiements. 
Lorsque cette activité s'est développée au sein de la FSDA, le Scuba Training Comitee fut fondé. 
Avec le temps, l'importance du Scuba Training Comitee est allée sans cesse grandissante, ouvrant les portes de l'association floridienne à des instructeurs d'autres états, Jacksonville demeurant le berceau et centre international de celle-ci. 
En 1978, vu le nombre croissant d'instructeurs repris dans l'association et son internationalisation, la décision fut prise d'officialiser cet état de fait par une nouvelle appellation : IDEA. 
Dans les années qui suivirent, IDEA a intensifié de manière continue sa présence sur la scène internationale de la plongée, participant à la fondation de la confédération de plongée des États-Unis, le Recreational Scuba Training Council (RSTC), regroupant les instructeurs des organisations les plus importantes au monde, et du programme Universal Referral. 
La souplesse du « Referral agreement »[Quoi ?] permet au candidat de partager sa formation en différentes localisations. Il lui est donc possible de suivre les cours de théories et de piscine dans sa région et de terminer sa formation en milieu naturel lors de ses vacances sous les tropiques. Le referral program a été développé grâce aux efforts de IDEA, NAUI, PDIC, SSI et YMCA[réf. nécessaire] au bénéfice du client et de l'industrie de la plongée. 
En 1992, IDEA Italie a vu le jour avant de devenir IDEA Europe en 1995 et de nommer des responsables nationaux (Belgique, Espagne, Allemagne, ...). IDEA Europe a développé un programme didactique complet à base de livres bien sûr, mais aussi de vidéos, diapositives,  etc. en Italien, Français, Anglais, Espagnol, Néerlandais et en Allemand[réf. nécessaire]. 
IDEA est un membre du World Recreational Scuba Training Council (WRSTC).